# Simocyoninae
Simocyoninae — вимерла підродина пандових. 
Simocyoninae є близькоспорідненим Ailurinae на основі характеристик черепа та зубів.
Характеристики симоціонінів, які відрізняють їх від айлурин, — це високоспеціалізовані премоляри, які дозволили їм дробити кістку. Це говорить про те, що симоціоніни були або спеціалізованими м’ясоїдами, які дроблять кістки, як гієни, або, принаймні, могли перетравлювати кістки у своєму раціоні, споживаючи цілу здобич дрібних тварин. Однак вона не була так повно розвинена, як вищезгадані гієни.